# Działanie rutynowe
Działanie rutynowe – rodzaj działania ludzkiego ukierunkowany przez tradycję, władzę oraz wartości uznane w danej zbiorowości za powszechne i obowiązujące. 
Cechą działania rutynowego jest niekwestionowanie celów tego działania. Uwaga działającego (praktyka) skupiona jest na osiągnięcie celu postrzeganego jako dany. W działaniu rutynowym najistotniejsze jest pytanie jak to zrobić?, a nie po co to robić? albo dlaczego to robić?.
Przeciwstawnym rodzajem działania jest działanie refleksyjne. Amerykański pedagog Donald Alan Schön, na podstawie rozróżnienia tych dwóch odmian działania, stworzył koncepcję refleksyjnego praktyka.